# Дозор-85
Дозор-85 (застаріла назва — Дозор-4) — російський багатоцільовий БпЛА, розроблений компанією «Транзас». Почав серійно випускатися у 2007 році та призначений для аерокартографії, патрулювання державних кордонів, геодезії лісового господарства, загальної розвідки, моніторингу надзвичайних ситуацій тощо.

## Історія
Серійно БпЛА випускається з 2007 року. Восени 2008 року успішно пройшов тижневі випробування в Дагестані. Після виконання завдань (патрулювання в горах, пошуку зниклого БПЛА «Іркут-200») була замовлена партія з 12 БпЛА для формування підрозділу та проведення більш масштабних випробувань. В 2009 він був представлений на міжнародній виставці «Беспилотные системы-2009» у Москві.

## Характеристики
БпЛА розроблений для багатьох цілей:
- повітряний моніторинг об'єктів цивільної інфраструктури та спеціального призначення;
- патрулювання протяжних об'єктів (трубопроводів, залізничних колій, ліній електропередачі, сухопутних та морських кордонів);
- пошук, виявлення, ідентифікація та стеження за об'єктами в районі або смузі визначеного маршруту;
- операції у прибережній зоні;
- природоохоронна діяльність та екологічний моніторинг.[4]

До комплексу «Дозор-85» входить командний пункт управління. У командному пункті розташовані 2 автоматизованих робочих місця оператора та приймально-передаючого модуля.  Комплекс оснащений 12-метровою телескопічною щоглою, що дозволяє збільшити дальність зв'язку.  Для зльоту та посадки БпЛА потрібен майданчик розміром 100 на 20 метрів. В аварійних ситуаціях можлива парашутна посадка.
Дозор-85 оснащений оптико-тепловізійною системою. Відеопотік записується на накопичувач, розташований безпосередньо на БпЛА, а також передається на наземний пункт управління в режимі реального часу.
Обладнання:
- система автоматичного управління;
- малогабаритна інтегральна інерційна навігаційна система;
- вбудований ГЛОНАСС/GPS приймач;
- система повітряних сигналів;
- магнітометр;
- бортовий накопичувач польотної інформації;
- програмне забезпечення.[5]